# مملكة حمير
مملكة سبأ وذو ريدان وحضرموت ويمنت وأعرابهم في المرتفعات والتهائم أو مملكة حِمْيَر (خط المسند: 𐩢𐩣𐩺𐩧𐩣 أو 𐩹𐩧𐩺𐩵𐩬) (110 ق.م - 525/527 م) مملكة قديمة نشأت في ظَفارِ يريم واستطاعت القضاء على ممالك اليمن القديم الأربعة وضمها وقبائلها في مملكة واحدة وهي آخر مملكة يمنية قبل الإسلام وكانت لهم علاقة وثيقة بمملكة كندة عن طريق تحالف بينهم يعود للقرن الثاني ق.م.
الحميريون بالأصل قبائل سبئية اعتنقت الديانة اليهودية، كانت تنتشر في مناطق ريمة - تعز - إب - ذمار وأجزاء من صنعاء ومأرب، وعاصمتهم ظفار في محافظة إب.
ما زالت معارف الباحثين ضئيلة عن تاريخ هذه المملكة السياسي وتاريخ اليمن القديم عمومًا فالمُكتشف يمثل نسبة ضئيلة للغاية وعثر على غالبه بظاهر الأرض وظهرت المملكة قرابة العام 110 ق.م وهي فترة مضطربة في تاريخ اليمن تزامنت مع ظهور أقيال إقطاعيين وضعف السلطة المركزية المتمثلة بمملكة سبأ سبب ظهور الإقطاعيين كان زوال الهيمنة اليمنية على تجارة البحر الأحمر مما دفع الأقيال لإلغاء طبيعة الحكم الاتحادية واستبدالها، كانت الغلبة في نهاية الحرب لصالح أقيال حِمْيَر بعد قرن ونصف من النزاع ضد همدان ومملكة حضرموت عكس أسلافهم فإن الإخباريين بعد الإسلام كانوا يعرفونهم فقد سقطت دولة الحميريين قبيل الإسلام إلا أنهم خلطوا الكثير واعتمدوا كعادتهم على القصص والمخيلة الشعبية في تدوين هذا التاريخ واستطاع علم الآثار الحديث إعادة كتابة تاريخ هذه المملكة.
أحد أبرز آثار الحميريين عبر تاريخ اليمن هو إقدامهم على التخلي عن الوثنية في اليمن القديم وعبادة إله واحد هو الرحمن كان الحِمْيَريِّون وثنيين في بدايتهم ثم تحولوا لليهودية واعتنقوا الإسلام في القرن السابع الميلادي.
كان اقتصاد الحِمْيَريِّين يعتمد على الزراعة والتجارة بالبخور واللبان والصمغ وتمتلئ كتاباتهم القديمة عن التجارة وأقاموا عدداً من السدود الصغيرة بالإضافة لترميمهم سد مأرب القديم. مرت المملكة بعدة تحديات لعل أبرزها كان في بدايات القرن السادس للميلاد من استقلال زعماء القبائل ودخولهم في حروب ضد بعضهم البعض أضعفت الحِمْيَريِّين كثيراً.

## الأصول والمصادر

### الأصول

ظفار يريم، اختارها الحميريون عاصمة لهم

الحِميريون قبائل سبئية كانت تقطن في إب وكانوا متحالفين مع قبائل مملكة قتبان (حلفاً) وفق نصوص المسند فهم من أبناء الإله عم رغم أن الحِمْيَريِّين لم يشيروا لهذا الإله في كتاباتهم. ذكرهم اليونان بأنهم شعب كثير العدد وعلى صلات حسنة بالإمبراطورية الرومانية وعاصمتهم «سفار» (ظفار يريم). موطنهم مدينة ظفار يريم في محافظة إب حالياً وقد سماهم السبئيون «ذو ريدان» أي أنهم كانوا أذواء على مخلاف أو حصن ريدان وكانوا حلفاء مملكة قتبان كتابات الإخباريين والنسابة، وهي كتابات يجب أن تقرأ بحذر شديد ذكرت «حميراً» وأن اسمه الحقيقي كان «العرنج» ولكن لارتدائه حلة حمراء سُمي بحِمْيَر وخرافات مشابهة أنه ابن لسبأ وأول من تتوج بالذهب وعاش ثلاثمائة سنة وما شابهها من أقوال لا دليل ولا سند يدعمها على الإطلاق فكتابات النسابة وأهل الأخبار إن جانبت كبد الصواب أو اقتربت منه، فإن ذاكرة من نقلوا عنهم لا تتجاوز القرن السادس الميلادي بينما أول ظهور للحميريين حسب المكتشف من نصوص المسند يعود إلى أواخر القرن الخامس قبل الميلاد لذلك لا يمكن الاعتماد على كتاباتهم فلا هم نقلوا من مصادر مدونة ولا كلفوا أنفسهم بقراءة نصوص المسند أو حتى كتابات اليونانيين والبيزنطة قد زعموا أن حِمْيَراً اسم علم من الأعلام وأنه ابن «سبأ بن يشجب بن يعرب بن قحطان» ويتمادى بعضهم فيصل سلسلة النسب المزعومة إلى الشخصية التوراتية آدم فسلاسل الأنساب العربية ظهرت بعد الإسلام والغالب عند باحثي العصر الحديث أنها أسطورية وخرافية
وصف المؤرخون المسلمون الملوك الحميريين بالـ«تبابعة» وإدعوا أن «تُبَّع» كان لقبهم والحقيقة أنه لم تُكتشف كتابة واحدة يشير فيها الحميريون إلى ملوكهم بهذا اللفظ بل كانوا يستعملون لفظة «ملك» وأقرب كلمة لها في النصوص القديمة هي كلمة «ذي بتع» ويبدو أن من الإخباريين من كان على دراية بها فحرفها إلى «تبع» وعلى كل حال فـ«ذي بتع» في نصوص خط المسند تشير إلى جزء من قبيلة همدان لا الحميريين وقد حصر جميع المؤرخين المسلمين المُلك في اليمن القديم للحِمْيَريِّين ومرد ذلك أن حِمْيَر كانت آخر مملكة يمنية «جاهلية».

## التاريخ

كتابة حميرية وهي تلك التي يسميها علماء العربية الجنوبية "سبئية متأخرة " ويظهر اختلاف واضح في الأسلوب والشكل بينها وبين الكتابات السابقة لخط المسند

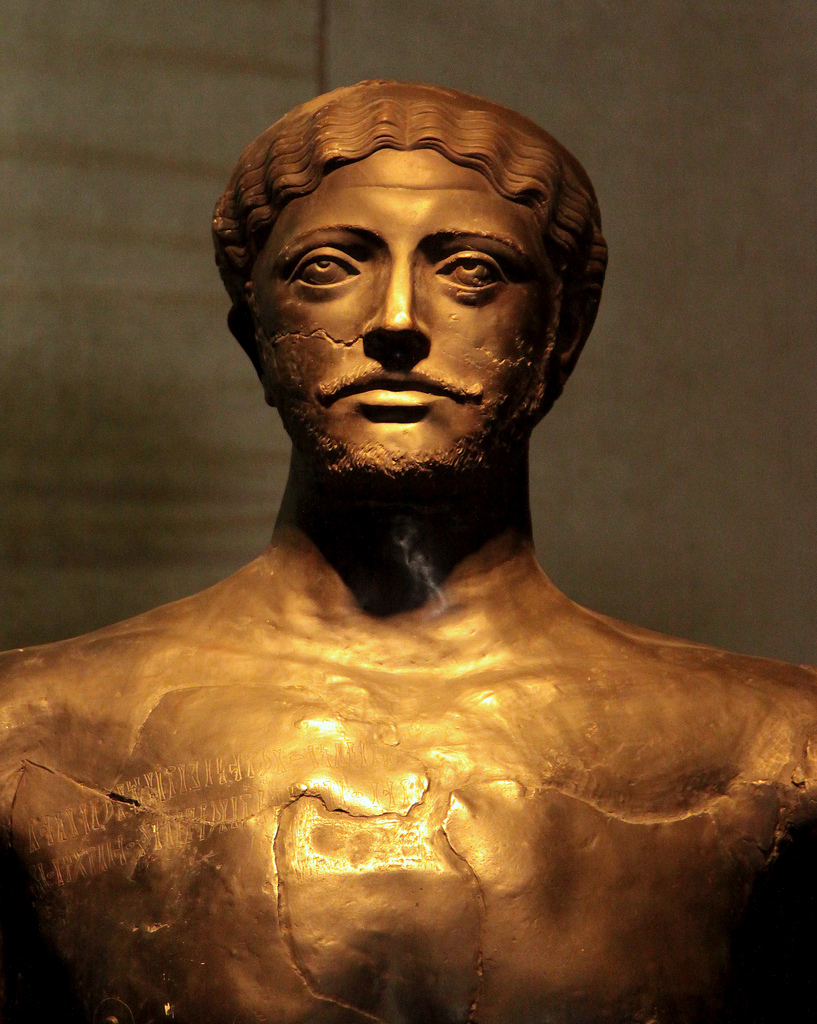
ذمار علي يهبر لم تكتشف تفاصيل كثيرة عن حياة هذا الملك بعد اكتشاف تمثاله في محافظة ذمار

## الدين

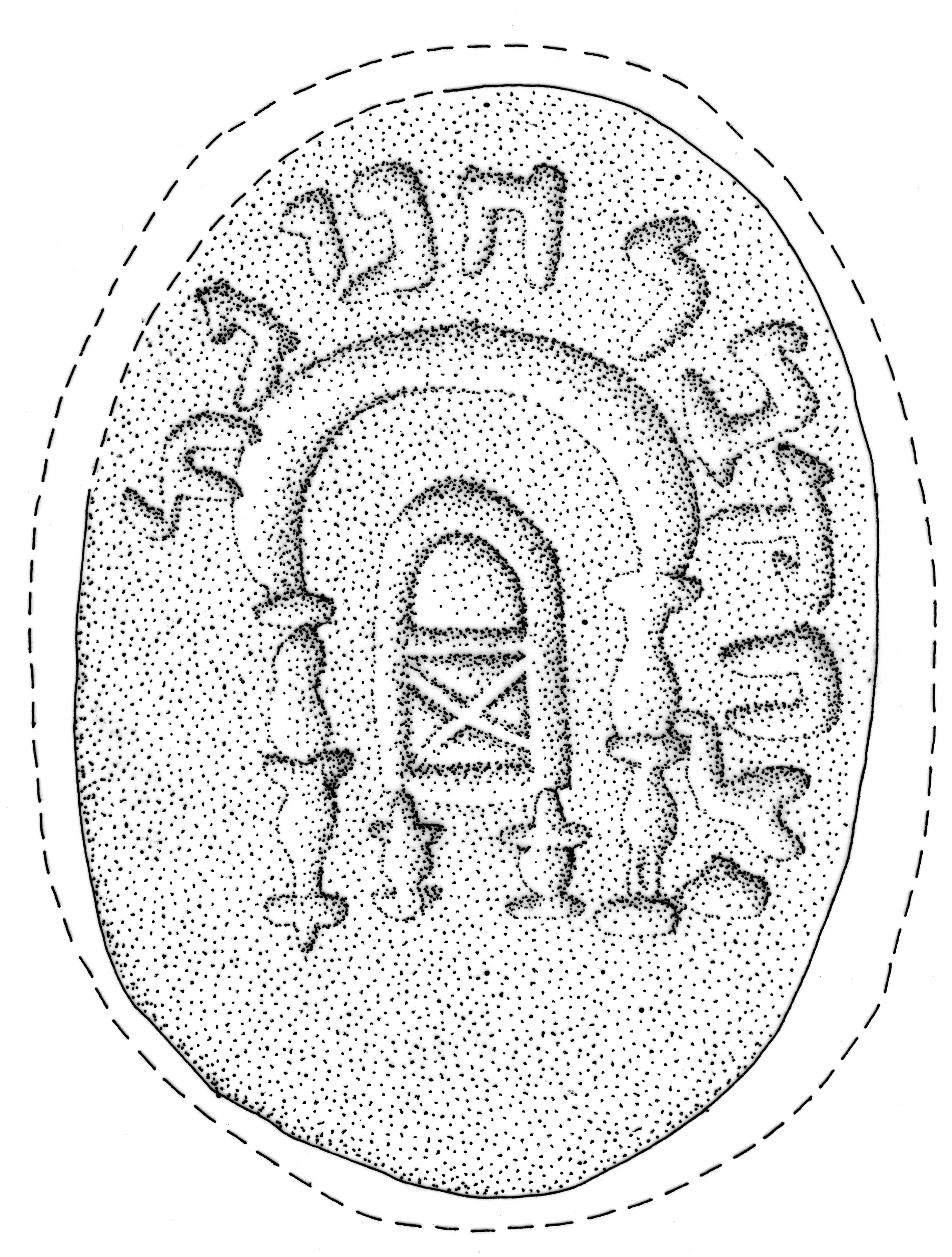
خاتم للقيل مناحم بن يحيى عليه كتابات بالعبرية ونقش تابوت التوراة وجد في ظفار يريم، ويعود إلى ما بين 330 ق.م إلى 200 م